# 앗케시역
앗케시역(일본어: 厚岸駅)은 일본 홋카이도 앗케시 군 앗케시정에 있는 홋카이도 여객철도의 역이다. 단선 · 섬식의 형태를 합친 복합 구조의 철도 역사이다.

## 역 주변
- 앗케시 정청
- 국도 제44호선
- 호쿠요 은행 앗케시 지점
- 앗케시 항
- 앗케시 대교

## 역사
- 1917년 12월 1일 : 개업,
- 1987년 4월 1일 : 민영화에 따라, 홋카이도 여객철도로 이관.

## 인접 정차역
| 홋카이도 여객철도 네무로 본선 | 홋카이도 여객철도 네무로 본선 | 홋카이도 여객철도 네무로 본선 |
| ----------------------------- | ----------------------------- | ----------------------------- |
| 몬시즈 구시로 방면            | 네무로 본선                   | 자나이 네무로 방면            |